# Col de la Croix de Bauzon
Cet article traite du col de la Croix de Bauzon. Pour la station de sports d'hiver, consulter l'article La Croix de Bauzon ; pour le massif, consulter l'article Serre de la Croix de Bauzon.
Le col de la Croix de Bauzon est un col routier situé sur la route départementale 19, dans le département de l'Ardèche et la région Auvergne-Rhône-Alpes.

## Géographie

### Situation

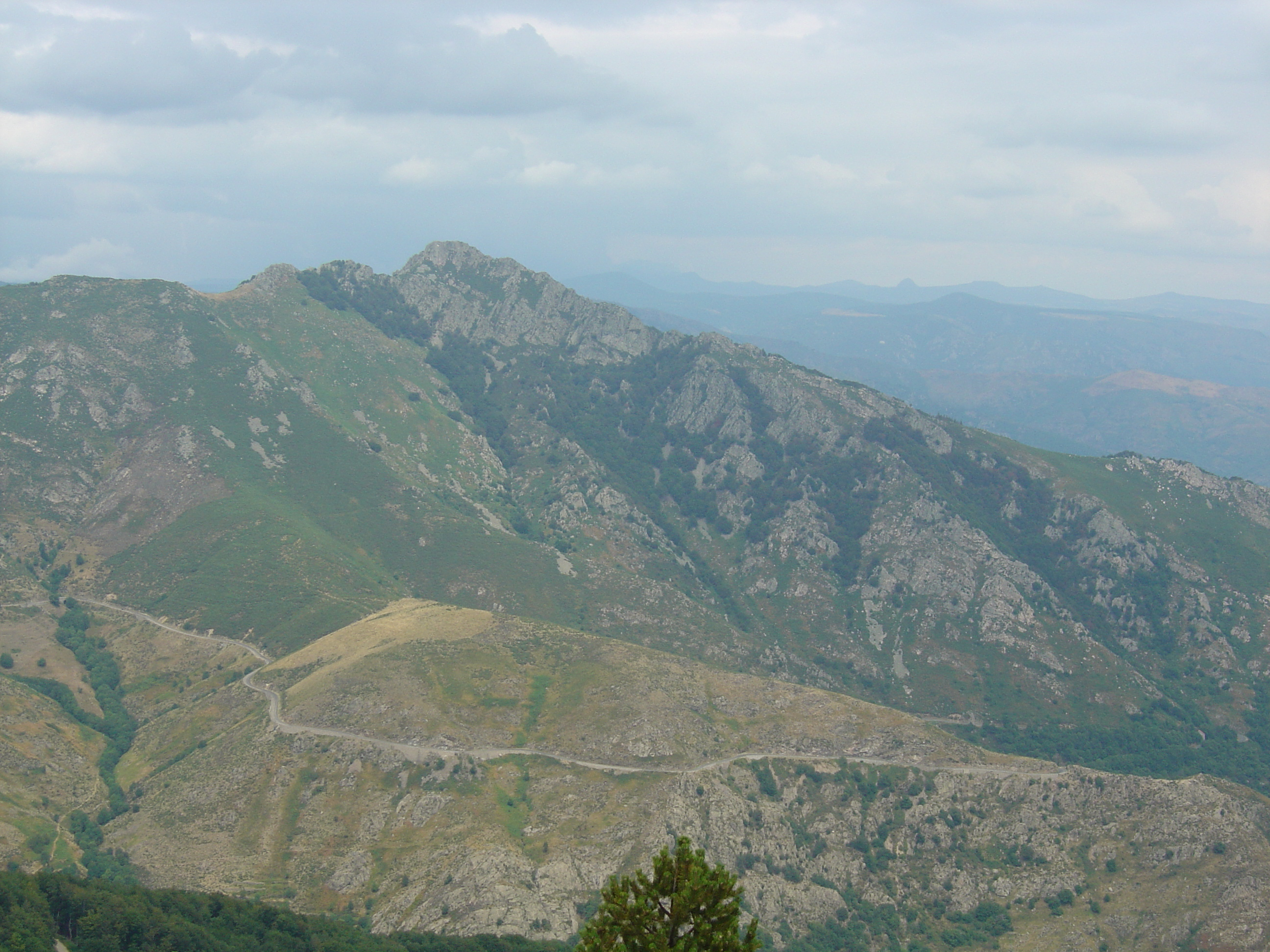
Route départementale D19 et le rocher d'Abraham dans la montée du col

Le col est situé au triple point de rencontre des communes de La Souche, Borne et Mayres, à 1 307 mètres d'altitude. Il est situé au sein du parc naturel régional des Monts d'Ardèche et entouré par deux massifs : le serre de la Croix de Bauzon au nord, et le massif du Tanargue. Le col de la Croix de Bauzon constitue une des portes d'entrée de la montagne ardéchoise depuis le Bas-Vivarais. Il fait communiquer les vallées du Masméjean, de la Borne et de l'Allier avec les vallées de l'Ardèche et du Lignon. Il se situe 6 kilomètres à l'est du col du Bez.

### Hydrographie
Deux cours d'eau prennent leur source à proximité immédiate du col, il s'agit de la Borne à l'ouest, qui conflue avec le Chassezac (département de la Lozère), ainsi que le Lignon à l'est qui prend la direction de Jaujac pour confluer ensuite avec l'Ardèche. Les deux rivières sont tributaires de la mer Méditerranée, bien que ces cours d'eau longent la ligne de partage des eaux Méditerranée-Atlantique, située au col du Bez.

## Accès routier
La chaussée routière de la route départementale 19 menant au col depuis Jaujac présente un caractère étroit et sinueux avec la présence de nombreux lacets. La route passe par un autre village : celui de La Souche quelques kilomètres plus loin. Au niveau du col, et perpendiculairement à la route départementale, deux petites routes carrossables permettent d'atteindre : au sud le signal de Coucoulude (1 448 mètres), situé dans le massif du Tanargue ; au nord le signal de Bauzon (1 538 mètres), aussi appelé la Tour des Poignets, deuxième sommet en altitude du serre de la Croix de Bauzon.
Au niveau du col de la Croix de Bauzon, la route départementale D19 possède un trafic routier faible, proche de 200 véhicules par jour. Ce trafic mineur est lié à l'absence de transit routier via le col pour rejoindre la Lozère et la Haute-Loire, le trafic interégional transitant par la route nationale 102, parallèle au parcours de la route départementale D19, dans la vallée voisine de l'Ardèche et le col de la Chavade.
Le col de la Croix de Bauzon possède un trafic routier plus soutenu en été, mais aussi certains hivers, en raison de la présence de la station de sports d'hiver.

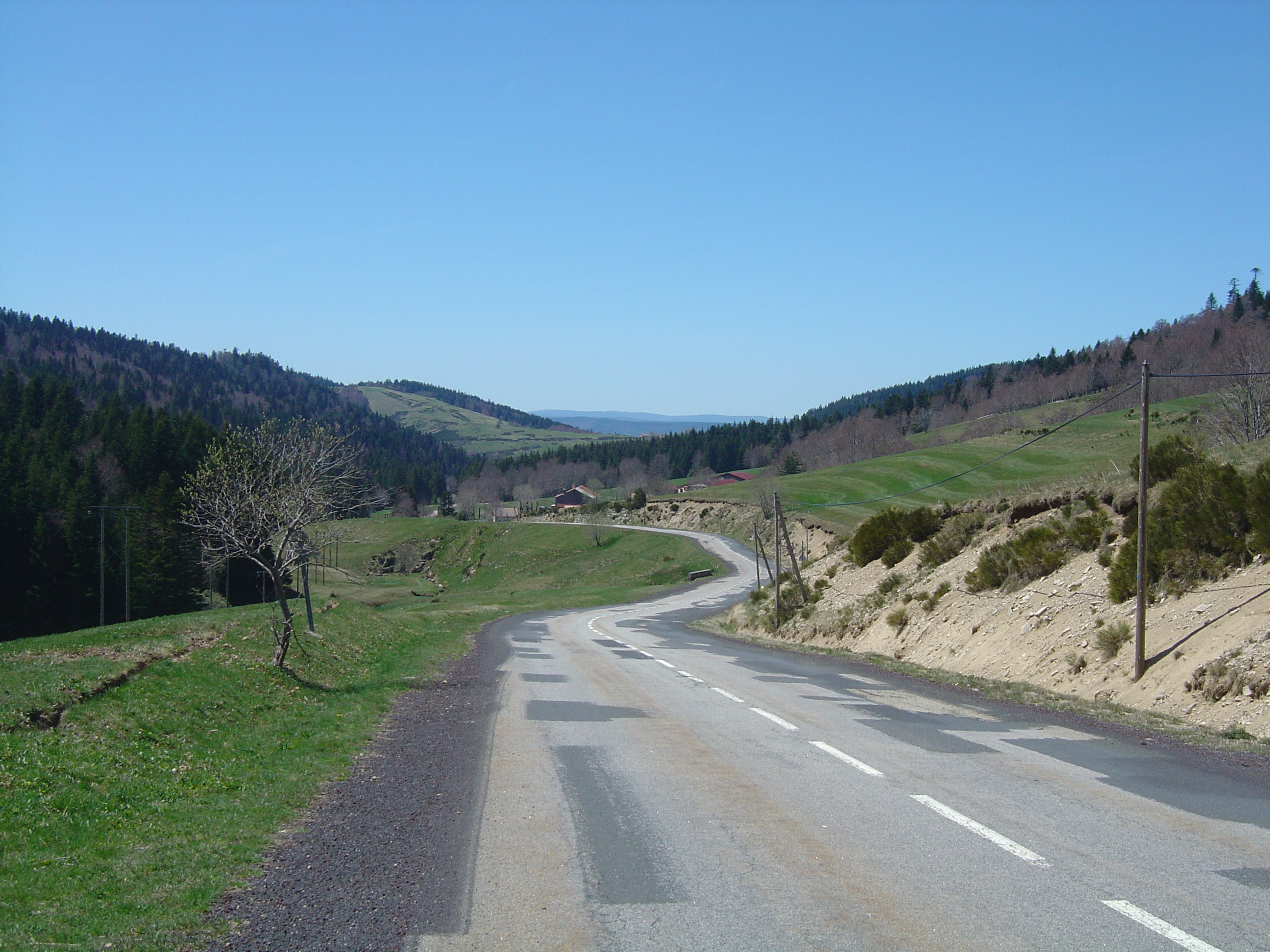
Vue sur la route du versant ouest du col de la Croix de Bauzon.
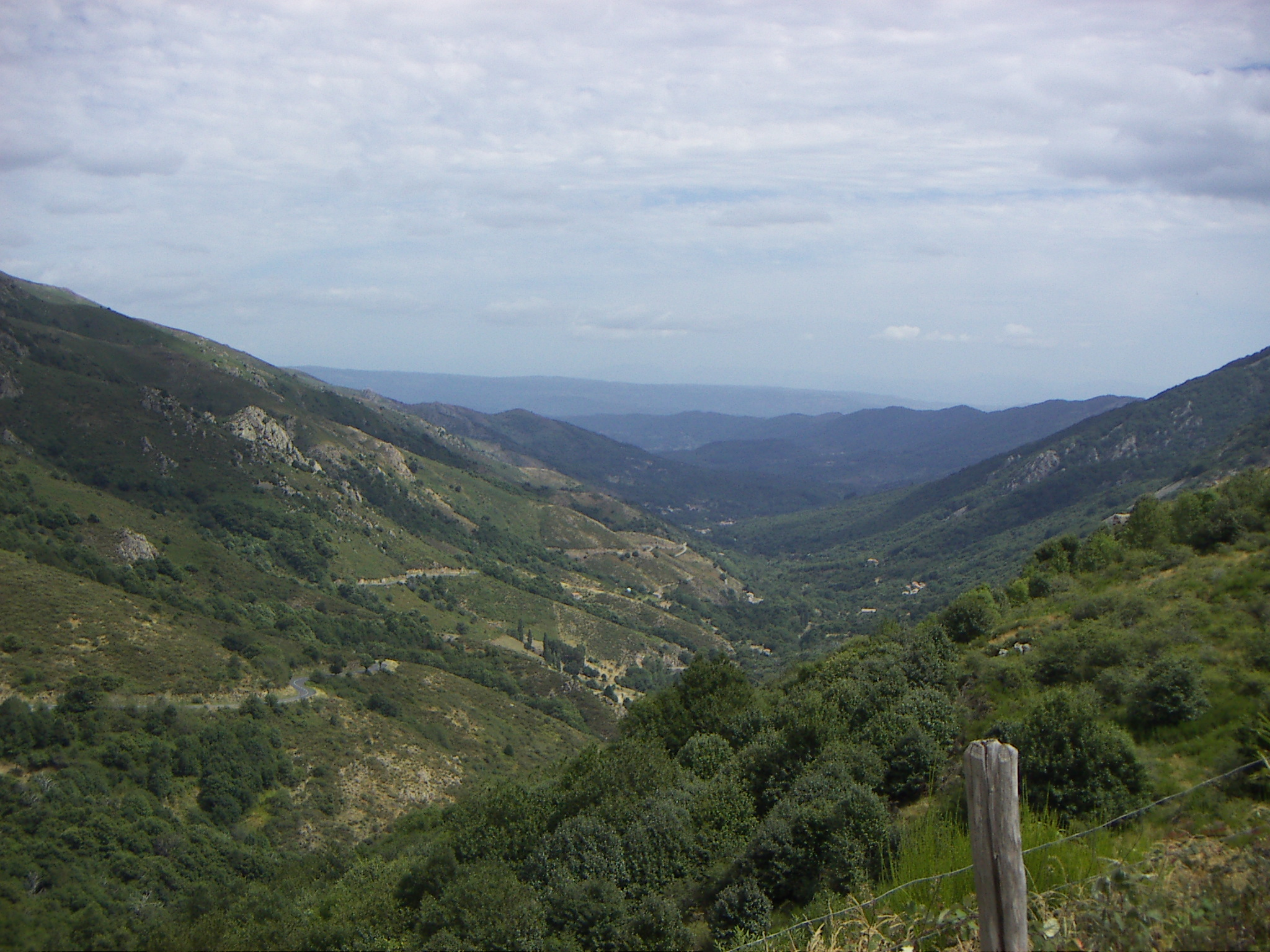
Vue depuis La Souche sur le début de la montée par le versant est.
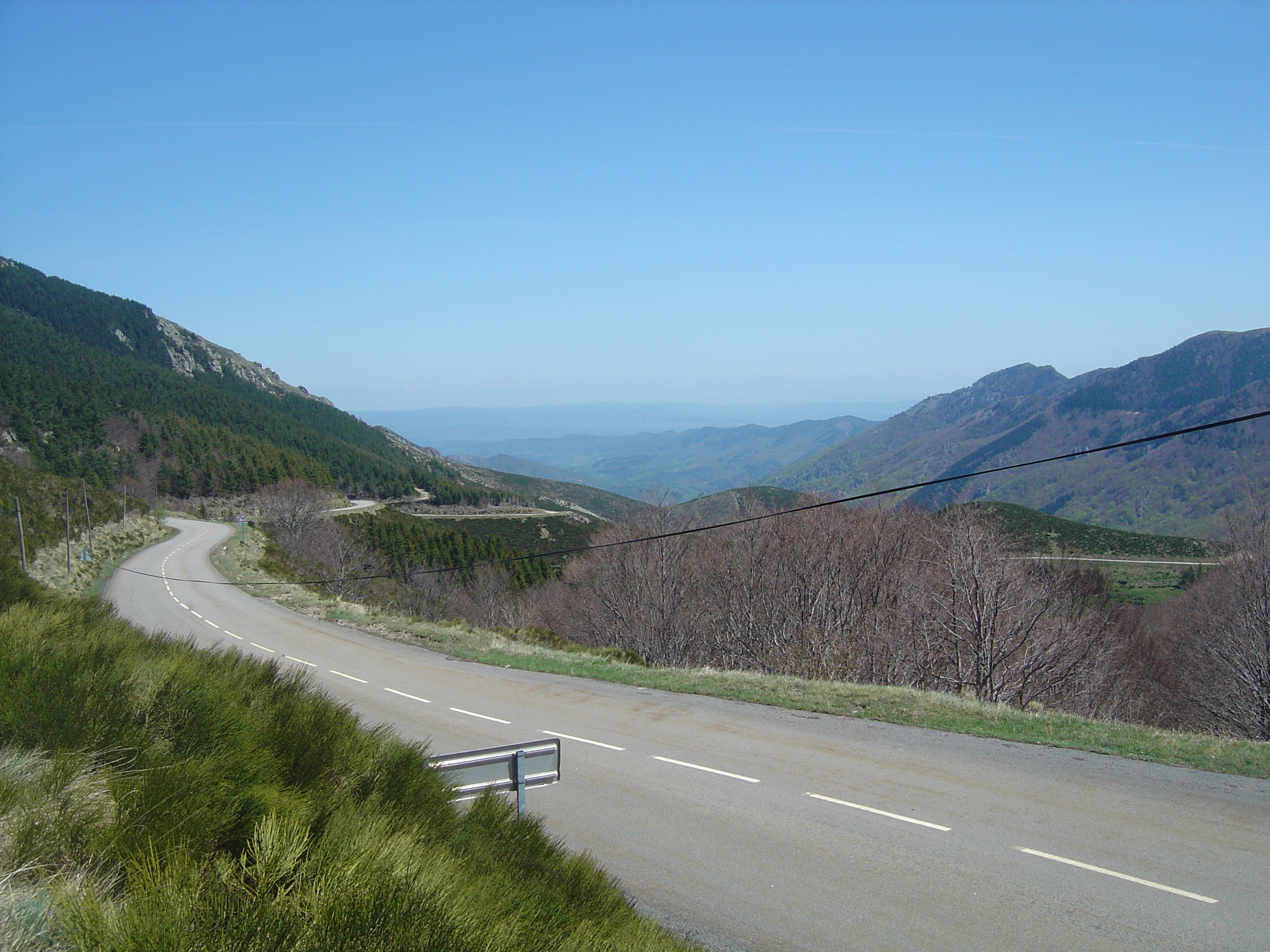
En arrière, vue sur le final du versant est du col de la Croix de Bauzon.

## Histoire
L'ancienne route menant de la Souche au col de la Croix de Bauzon via La Sautellerie en rive droite du Lignon figure sur la carte de Cassini de 1783. Elle reprend probablement le tracé d'une ancienne voie romaine qui menait alors au pays des Gabales, aujourd'hui en Lozère.

## Loisirs

### Cyclisme
Ce col a deux voies d'accès. Le versant ouest débute au carrefour (1 181 m) entre les routes D19 et D24, au pied des cols de Meyrand et du Bez, pour 2,9 km à environ 4,4 %. Il s'agit du versant le plus court cependant il est marqué par deux raidillons sur le final. L'autre versant débute au carrefour (400 m) des routes D19 et D5, près de Jaujac pour 20,1 km à 4,5 % de moyenne. La pente y est cependant très roulante jusqu'au village de La Souche avec 6 km à 2,05 %. Par la suite, la pente est proche de 5,5 % de moyenne. C'est le versant le plus long et le plus régulier.
Lors de la course cycliste de l'Ardéchoise, le col de la Croix de Bauzon est emprunté par les parcours de la Loire et des Hautes-Terres, sur les formules de randonnées cyclotouristes en deux ou trois jours.
Le col a été franchi lors de la 15e étape du Tour de France 2015 reliant Mende à Valence et a été classé en 4e catégorie sur son versant ouest, le plus court et le plus facile. L'Australien Michael Rogers est passé en tête.

### Sports d'hiver
La Croix de Bauzon est une station de sports d'hiver située dans le massif du Tanargue, à proximité immédiate du col éponyme, et à 1 365 m d'altitude en son centre. Il s'agit de l'unique station de ski alpin du département de l'Ardèche avec neuf pistes. La station possède également un domaine nordique avec 14,5 kilomètres de piste.